# Zgornji Tuhinj
Zgornji Tuhinj este o localitate din comuna Kamnik, Slovenia, cu o populație de 359 de locuitori.